# Хинкэуць
Хинкэуць (рум. Hincăuți, Гинкауцы) — село в Единецком районе Молдавии. Является административным центром коммуны Хинкэуць, включающей также сёла Клишкауцы и Пояна.

## География
Село расположено на высоте 226 метров над уровнем моря.
Возле села расположен Гинкауцкий парк площадью 27 га.

## Население
По данным переписи населения 2004 года, в селе Хинкэуць проживает 1122 человека (512 мужчин, 610 женщин).
Этнический состав села:
| Национальность | Число жителей | Процентный состав |
| -------------- | ------------- | ----------------- |
| молдаване      | 1037          | 92.42             |
| украинцы       | 75            | 6.68              |
| русские        | 4             | 0.36              |
| поляки         | 3             | 0.27              |
| гагаузы        | 2             | 0.18              |
| прочие         | 1             | 0.09              |
| Всего          | 1122          | 100%              |